# Holičky (Ralsko)
Holičky (německy Hultschken) je zaniklá obec v okrese Česká Lípa, v severní části bývalého vojenského prostoru Ralsko, při jehož založení zanikla. Ležela asi 11,5 km severovýchodně od Kuřívod a 3 km jihozápadně od Osečné. Původní zabrané katastrální území bylo Holičky, současné je Náhlov v novodobém městě Ralsko.
Na bývalé sídlo upomíná názvem Holičský vrch, který leží asi jeden kilometr vsv. směrem.

## Historie

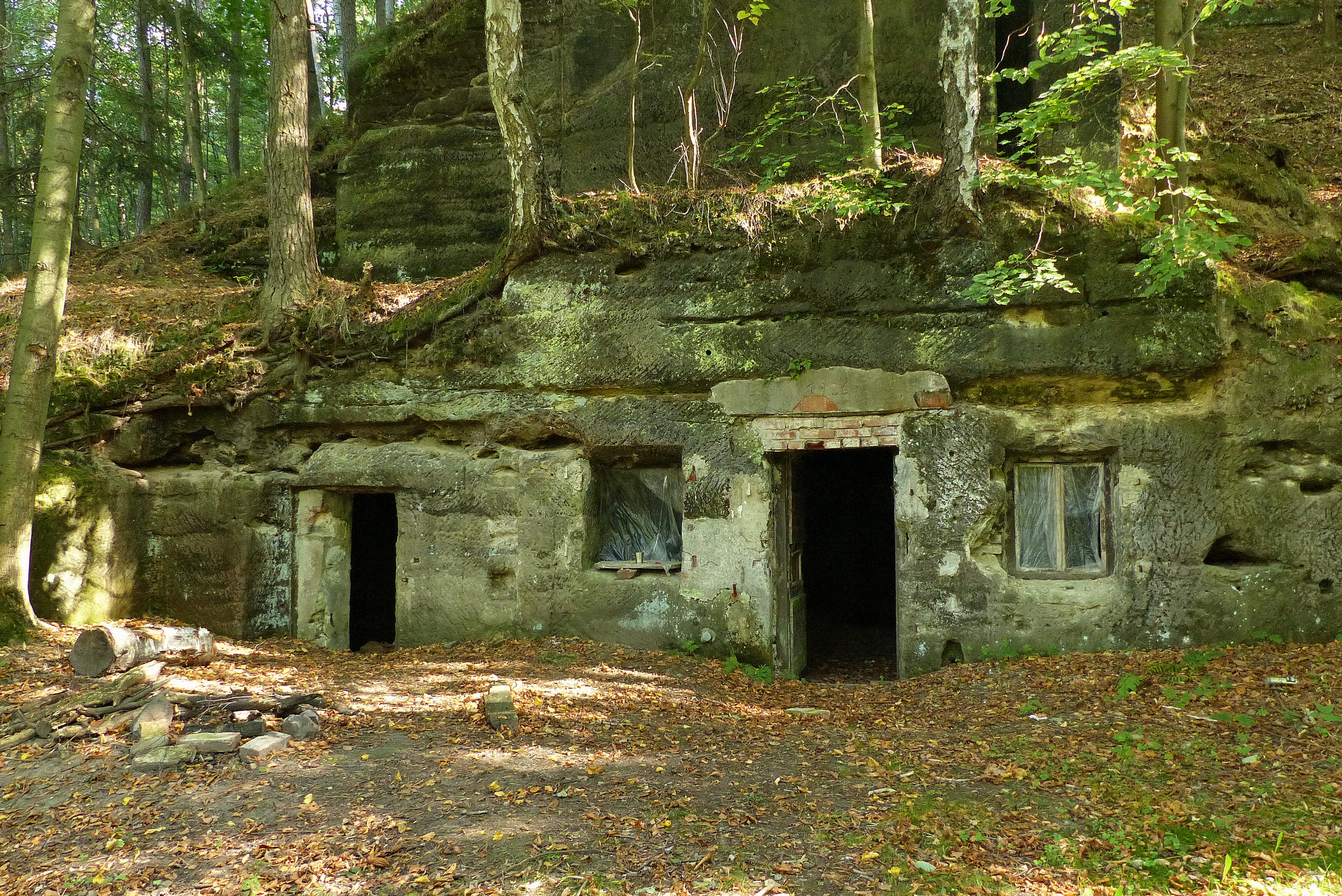
Skalní kovárna v bývalých Holičkách

První zprávy o obci pocházejí z 16. století. Její název lze odvodit z německého „Holzung“ což znamená "mýcení lesa". Česky „holina“ popisovala planinu, která vznikla při vykácení lesa. V minulosti zde žili horníci, v okolí těžila železná ruda. Z dochovaných záznamů lze zjistit, že zde žili i řemeslníci (košíkáři a bednáři).
Při sčítání lidu roku 1921 bylo v Holičkách 37 domů se 165 obyvateli (162 Němců a 3 Češi). Farní úřad byl ve Svébořicích. Zdravotní obvod, četnická stanice, pošta a telegraf byly v Osečné (3,5 km) a železniční stanice v Křižanech (11,5 km). Malá část Holiček přináležela obci Černá Novina.
Obec zanikla po roce 1945, kdy bylo německé obyvatelstvo vystěhováno a poté se oblast připojila k vojenskému prostoru Ralsko. Zůstaly zde zachovalé sklepy jako jediný pozůstatek obce.

## Festival Proměny

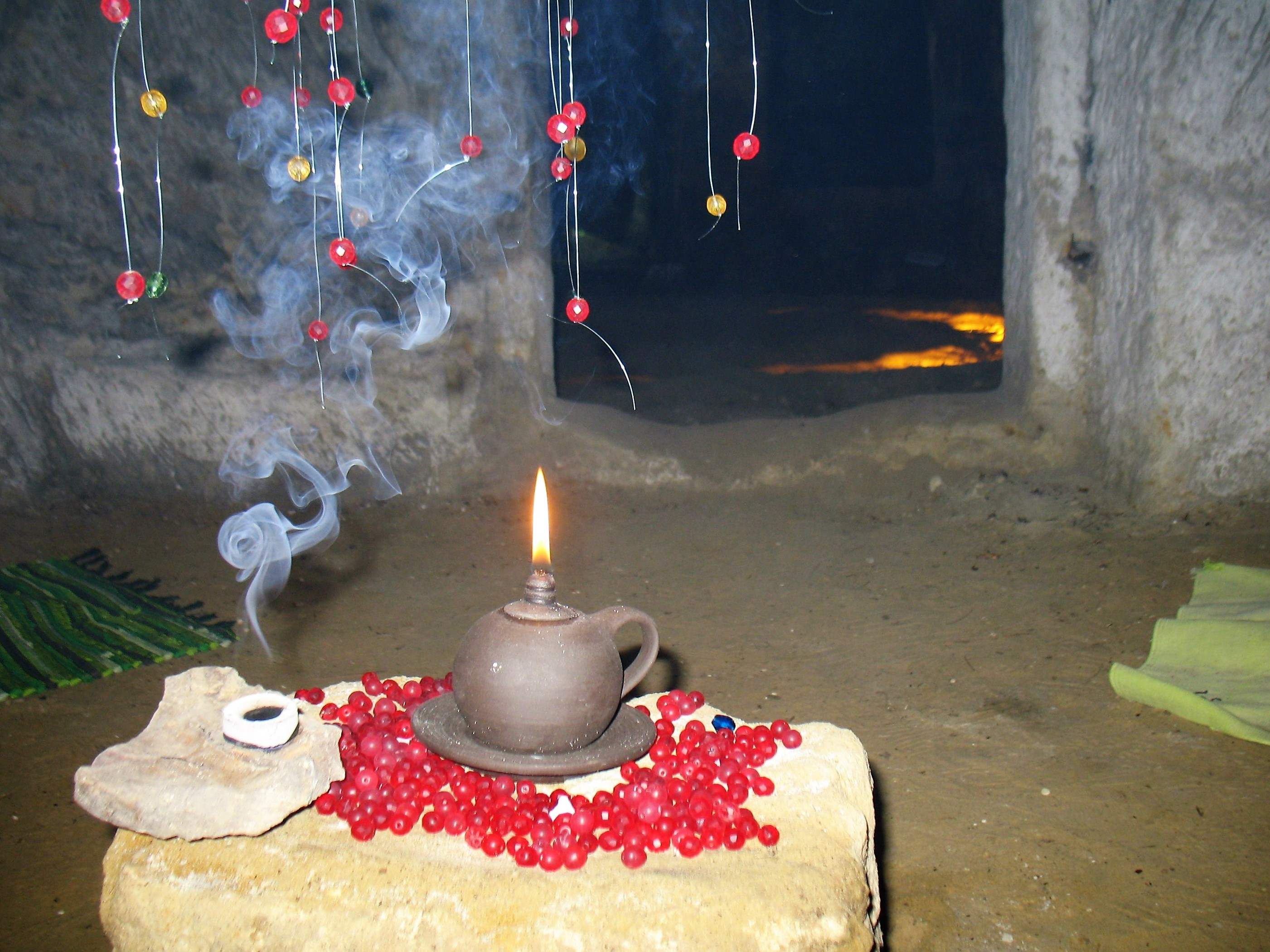
Festival Proměny 2023: Výtvarná instalace "Světelná řeka" Vítězslava Plavce v bývalé skalní kovárně

V zaniklé obci se v sobotu 5. června 2021 v Holičkách konal festival Proměny. Program festivalu tvořilo setkání a procházka land artovou výstavou. Byla představena umělecká díla z přírodního materiálu, která vytvořili v rámci workshopu tři umělci z Německa: Andreas Stegemann, Kerstin Stegemann, Lala Podlacha  a pět Čechů: Ondřej Koudelka, Jan Macek, Jan Troják, Ruda Waypa Novák a SAON. V rámci festivalu se konali tvořivé dílny: stone balancing, focení s koulí, tváře z hlíny, hračky z přírodních materiálů a paměť místa. Podruhé uspořádal Geopark Ralsko v Holičkách festival Proměny v červnu roku 2023.